# Blancanieves (franquicia)
Blancanieves, o Blanca Nieves (Snow White en su versión original en inglés), es una franquicia de medios de The Walt Disney Company, la cual se originó con la película de animación de 1937 Snow White and the Seven Dwarfs, basada en el cuento Blancanieves de los Hermanos Grimm. La franquicia se expandió con varias atracciones en los Parques Disney, una serie de televisión derivada, una adaptación de imagen real, entre otros medios. También Blancanieves, personaje titular de la franquicia, es miembro de la franquicia de Princesas Disney, mientras que la Reina Grimhilde, la antagonista principal, es una de los personajes primarios de la franquicia de Villanos Disney.

## Películas cinematográficas

### Snow White and the Seven Dwarfs(1937)
Conocida como Blanca Nieves y los Siete Enanos en Hispanoamérica y Blancanieves y los Siete Enanitos en España, fue el primer largometraje de animación de Disney. Una vanidosa Reina quiere acabar con su hijastra Blancanieves debido a que la belleza de la joven supera la suya, por lo cual Blancanieves huye al bosque, donde siete enanitos la acogen en su cabaña para que esté a salvo. La película fue estrenada el 21 de diciembre de 1937.

### Snow White(2025)
Titulada Blanca Nieves en Hispanoamérica y Blancanieves en España, es una adaptación de imagen real de la película de 1937. Se estrenó el 21 de marzo de 2025.

## Películas directas a video, películas televisivas, y cameos

### La Navidad Mágica de Mickey(2001)
Película lanzada directamente para video, basada en la serie de televisión House of Mouse, la cual cuenta con cameos recurrentes de los personajes de Snow White and the Seven Dwarfs. Los Siete Enanitos (principalmente Gruñón) tienen varias escenas humorísticas a lo largo de la película. Hacia el final de la película, el Espejo Mágico aparece siendo decorado con una guirnalda a su alrededor de su marco y un gorro de Papá Noel sobre su cabeza.

### Mickey's House of Villains(2002)
Conocida como El Club de los Villanos en España y El Club de los Villanos con Mickey y sus Amigos en Hispanoamérica, es una película lanzada directamente para video, basada en la serie de televisión House of Mouse. Al comienzo de la película, se ve a la Reina Malvada en su forma de bruja llegando a House of Mouse en la noche de Halloween junto con varios otros villanos. A lo largo de la película, se la ve sentada entre la audiencia en el club cerca de otros villanos, tanto en su forma de Reina como en su forma de Bruja.

### Érase una vez... Halloween(2005)
Película lanzada directamente para video, protagonizada por la Reina Malvada, quien buscando un compinche para apoderarse de la noche de Halloween, observa a varios Villanos Disney en su caldero (a través de varias escenas de películas animadas de Disney).

### Descendants(2015)
Conocida como Descendientes en Hispanoamérica y Los Descendientes en España, es una película original de Disney Channel de imagen real enfocada en la vida de los hijos de varios héroes y villanos de Disney cuando asisten a la misma escuela preparatoria. La Reina Malvada aparece como uno de los antagonistas principales de la película. Blancanieves también hace una aparición menor trabajando como reportera de televisión. La película también incluye a la hija de la Reina Malvada, Evie, y al hijo de Dopey (Tontín/Mudito), Doug, ambos regresando en las secuelas Descendants 2 y Descendants 3, además de otros medios relacionados con la película.

### Lego Disney Princess: The Castle Quest(2023)
Blancanieves es una de las protagonistas en el especial de animación de LEGO Lego Disney Princess: The Castle Quest (2023), donde junto a las otras Princesas Disney Ariel, Tiana, Rapunzel y Moana en una aventura para detener los malvados planes de Gastón, con el Espejo Mágico siendo uno de los varios objetos mágicos robados por él.

### Otras películas
- Blancanieves, los Siete Enanitos y la Reina (con su aspecto de anciana) hacen aparición a modo de cameo en la película Who Framed Roger Rabbit (1988).

- Las siluetas de Blancanieves y de los siete enanitos son vistas al final de la película El rey león 3: Hakuna Matata (2004), apareciendo en la sala de cine junto a otros personajes animados de Disney para ver de nuevo la película desde el principio.

- Blancanieves y Gruñón hacen aparición en la película Ralph Breaks the Internet (2018), donde mientras el segundo solamente tiene una breve aparición, Blancanieves tiene un papel secundario como parte de un grupo formado por las Princesas Disney.[5]

- Los personajes de la película aparecen haciendo cameos en el cortometraje Once Upon a Studio (2023), donde se reúnen con los demás personajes de Walt Disney Animation Studios para hacerse una foto de grupo.[6]

## Cómics
Una tira cómica, adaptación de la película de animación de 1937, fue lanzada para coincidir con el estreno de la película. La tira cómica fue escrita por Merril de Marris y dibujada por Hank Porter, ambos empleados de Walt Disney Productions. La tira original se publicó los domingos desde el 12 de diciembre de 1937 hasta el 24 de abril de 1938 y fue distribuida por King Features Syndicate. La tira utilizó una serie de ideas de historias que finalmente se abandonaron en la película, incluida una reunión más elaborada y cómica entre el Príncipe y Blancanieves (en la que Blancanieves crea un "maniquí" del príncipe de sus sueños, mientras llega el Príncipe real), y una historia completa en la que la Reina Malvada secuestra al Príncipe para evitar que salve a Blancanieves; ambos conceptos abandonados se reciclaron notablemente para su uso en La Bella Durmiente. La historieta fue recopilada y lanzada como cómic completo en 1938, 1944, 1951, 1987 y 1995 por Whitman Comics, Dell, Gold Key, Gladstone y Marvel.

## Cortometrajes

### 7 Wise Dwarfs(1941)
Cortometraje de propaganda en el que los Siete Enanitos, después de trabajar en su mina, pasan por Parliament Hill en Ottawa, y corren a una oficina de correos donde invierten sus gemas en Certificados de Ahorro de Guerra Canadienses.

## Series de televisión

### House of Mouse(2001–2003)
Serie de televisión animada, donde se incluyen muchos cameos de personajes animados de Disney como parte del público del club titular, incluyendo los personajes de Snow White and the Seven Dwarfs. El Espejo Mágico, que está colgado en la entrada del club, tiene un papel recurrente dando consejos a otros personajes.

### Érase una vez(2011–2018)
Serie de fantasía en la que se adaptan varios cuentos y relatos populares, entre ellos los personajes del cuento Blancanieves, adaptando también varios aspectos de la versión de Disney, como los nombres de los Siete Enanitos.

### Sofia the First(2014)
Serie de animación por computadora, donde Blancanieves hace aparición en el episodio “The Enchanted Feast” para aconsejar a la protagonista.

### Los 7E(2014–2016)
Serie de animación que se enfoca en las aventuras de una nueva versión de los Siete Enanitos.

## Atracciones

### Snow White's Enchanted Wish
Una atracción oscura ubicada en Disneyland (desde el día de apertura del parque en 1955), Tokyo Disneyland, Disneyland Paris, y anteriormente en Magic Kingdom en Walt Disney World. La atracción lleva a los visitantes a un viaje a través de la historia y escenarios de la película.

### Seven Dwarfs Mine Train
Una montaña rusa, la cual se inauguró en 2014 en el área de Fantasyland en Magic Kingdom. Otra versión fue inaugurada en Shangai Disneyland en 2016.

### Snow White Grotto
Un pozo de los deseos ubicado en Disneyland (Anaheim), Tokyo Disney Resort, y Hong Kong Disneyland, ubicado cerca del castillo icónico de cada parque.